# Hercegszántó
Hercegszántó je obec v maďarské župě Bács-Kiskun. Leží u trojmezí hranic mezi Maďarskem, Chorvatskem a Srbskem. Žije zde přibližně 1 600 obyvatel, z čehož přibližně 12 % tvoří Chorvati a 4 % Srbové.
Narodil se zde maďarský fotbalista Flórián Albert.